# Юлиана София Датска
Юлиана София Датска (на датски: Juliane Sophie af Danmark; на немски: Juliane Sophie Prinzessin von Dänemark; 18 февруари 1788, Копенхаген; † 9 май 1850, Копенхаген) е принцеса от Дания и чрез женитба принцеса на Хесен-Филипстал-Бархфелд (1812 – 1834).

## Произход
Тя е дъщеря на наследствения принц Фредерик Датски (1753 – 1805) и съпругата му София Фредерика фон Мекленбург (1758 – 1794), дъщеря на наследствен принц Лудвиг фон Мекленбург (1725 – 1778) и принцеса Шарлота София фон Саксония-Кобург-Заалфелд (1731 – 1810). Внучка е на датския крал Фредерик V (1723 – 1766), крал от 1746 г., и втората му съпруга Юлиана фон Брауншвайг-Волфенбютел (1729 – 1796). Сестра е на Кристиан VIII (1786 – 1848), крал на Дания (1839 – 1848), крал на Норвегия (1814), Луиза Шарлота (1789 – 1864), омъжена на 10 ноември 1810 г. в дворец Амалиенборг в Копенхаген за ландграф Вилхелм фон Хесен-Касел-Румпенхайм (1787 – 1867), и на Фридрих Фердинанд (1792 – 1863), тронпринц на Дания, женен на 1 август 1829 г. за братовчедката си Каролина Датска (1793 – 1881).
Юлиана Датска умира на 9 май 1850 г. в Копенхаген на 62 години.

## Фамилия
Юлиана Датска се омъжва на 22 август 1812 г. в дворец Фредериксберг в Копенхаген за генерал-майор ландграф и принц Вилхелм фон Хесен-Филипстал-Бархфелд (1786 – 1834), по-малкият син на ландграф Адолф фон Хесен-Филипстал-Бархфелд (1743 – 1803) и съпругата му принцеса Луиза фон Саксония-Майнинген (1752 – 1805). Те нямат деца.